# Dan Lübbers
Dan Lübbers (født 4. april 1972) er en dansk tidligere fodboldspiller og nuværende fodboldtræner. 

## Baggrund
Civilt er Lübbers uddannet som folkeskolelærer.

## Klubkarriere
Han var en del af det Herfølge-hold, som i år 2000 meget overraskende vandt Danmarksmesterskaberne i fodbold. 

## Trænerkarriere
I oktober 2018 blev det offentliggjort, at Lübbers havde skrevet under på en halvårig kontrakt med Nørrebro United gældende fra foråret 2018. Kontrakten havde i første omhang varighed af et halvt år.